# Anders Björck
Anders Per-Arne Björck (i riksdagen kallad Björck i Nässjö), född 19 september 1944 i Nässjö i Jönköpings län, är en svensk politiker (moderat) och ämbetsman. Han var riksdagsledamot 1969–2002, försvarsminister 1991–1994 samt landshövding i Uppsala län 2003–2009.

## Biografi

### Uppväxt och utbildning
Björck är son till lagerchef Arne Björk och hårfrisörskan Ann-Marie Svensson. Han gick på Centralskolan i Nässjö och tog studentexamen 1966 vid Nässjö högre allmänna läroverk.

### Politik

#### Ungdomspolitik
Björck inledde sin politiska karriär som riksordförande i Konservativ skolungdom 1963–1965, och han var därefter 1966–1971 ordförande i Högerns ungdomsförbund (som 1969 bytte namn till Moderata ungdomsförbundet). Björck var president för Nordisk Ungkonservativ Union 1968–1970 och vicepresident i The Conservative and Christian Democratic Youth Community of Europe 1970–1972. 1964 satt han i SECOs styrelse

#### Invald i riksdagen
I andrakammarvalet 1968 valdes Björck in i riksdagen. Han var ledamot i konstitutionsutskottet 1974–1991, och från 1982 utskottets vice ordförande. Han var också ledamot av Europarådets parlamentariska församling 1976–1992, vice president där 1980–1981, 1984–1985 och 1988–1989. År 1989 valdes han som förste svensk till president i församlingen. Han var styrelseledamot i Sveriges Television AB 1978–1991 och i Sveriges Radio 1979–1991 samt ledamot av presstödsnämnden 1978–1991.
Björck har medverkat i flera offentliga utredningar rörande författnings- och massmediefrågor och har varit Moderaternas talesman inom dessa områden. Han var partistyrelseledamot i Moderaterna från 1981. 

#### Försvarsminister
Björck var försvarsminister i regeringen Carl Bildt 1991–1994.

#### Förste vice talman
1994 valdes Björck till riksdagens förste vice talman, vilket han var till utgången av 2002.
När Björck lämnade riksdagen efter många decennier skrev han en debattartikel där han beskrev hur riksdagen när han började var startpunkten för politiska processer, men när han slutade var riksdagen ändstationen. Startpunkten var då istället medierna.

### Senare år, övriga aktiviteter
Från årsskiftet 2002/2003 till 2009 var Anders Björck landshövding i Uppsala län. 
Anders Björck är medlem i Svenska Frimurare Orden, Odd Fellow Orden och är ledamot och var ordförande i direktionen för herrklubben Sällskapet. Han utsågs till "Årets smålänning" under prisets debutår 1988.
Anders Björck var förbundsordförande i Svenska pistolskytteförbundet 2003–2009.

## Familj
Björck gifte sig 1975 med Py-Lotte von Zweigbergk (född 1948), dotter till direktör Sverker von Zweigbergk och Astrid Sigström. Tillsammans har de dottern Anne Björck.

## I populärkulturen
Lasse Tennander har gjort en låt på plattan Nu som heter "Försvarsminister Anders Björck".
Björck omnämns flera gånger i Galenskaparnas låt "Den offentliga sektorns rap".
I Jan Guillous Hamilton-böcker förekommer Anders Björck lätt maskerad som den moderate försvarsministern Anders Lönnh.
I Cirkus Miramars låt "Oolong & Lucky Strike" förekommer Anders Björck i första textraden, "så fäller björken sina löv den säger hellre död än röd men vad vet en björk om världen den relativa världen".
I dokumentären H:r Landshövding följde filmaren Måns Månsson Anders Björck under Linnéåret 2007. Filmen blev Guldbaggenominerad i kategorin Bästa dokumentärfilm.

### Citat
Anders Björck brukar tillskrivas citatet: "För det första har jag aldrig sagt det, för det andra är jag felciterad och för det tredje skulle det aldrig ha kommit ut" vilket han fällde i TV-programmet Snacka om nyheter den 15 november 1998.

## Uppdrag i riksdagen
- Förste vice talman 1994–2002
- Suppleant i försvarsutskottet 1971–1973 och 1994–2002
- Ledamot (1974–1991 och 1994–1998), vice ordförande (1982–1991) och suppleant (1998–2002) i konstitutionsutskottet
- Ledamot i socialförsäkringsutskottet 1971–1973
- Ledamot (1982–1991 och 1994–2002), ordförande (1982–1983) och vice ordförande (1983–1991 och 1994–2002) i Europarådets svenska delegation
- Ledamot i krigsdelegationen 1979–1991 och 1993–2002
- Ledamot i riksdagsstyrelsen
- Suppleant i utrikesnämnden 1985 och 1994–2002
- Ledamot i valberedningen 1982–1991
- 3:e vice ordförande i moderata förtroenderådet

## Priser och utmärkelser
- H. M. Konungens medalj i guld av 12:e storleken med Serafimerordens band, Kon:sGM12mserafb (2002)
- Storkors av andra klassen av Förbundsrepubliken Tysklands förtjänstorden,  (1996)
- Belgiska Kronorden, kommendör (2008)
- Spanska Isabella den Katolska, Kommendör 1.a klass (1981)
- Koreanska Diplomatförtjänstorden, Storkors (1978)
- Koreanska Nationella Säkerhetsorden, Storkors (1993)
- Finlands Vita Ros, Kommendör 1.a klass, (2010)
- Österrikiska Förtjänstorden, Storkors (1994)
- Estniska Terra Mariana orden Kommendör 1.a klass (2010)
- Polska Förtjänstorden, Kommendör (2007)
- Medaljen "För förtjänstfulla insatser" av Länsstyrelsen i Uppsala län (2010)
- Hedersledamot Uppsala Nation, Uppsala (2003)
- Hedersledamot Kalmar Nation Lund (1990)
- Hedersledamot Smålands Nation Uppsala (1991)
- Hedersledamot Sällskapet (2018)
- Hedersledamot Kungl Gustav Adolfsakademien (2003)
- Hedersledamot Moderata Ungdomsförbundet (1971)
- Hedersledamot Sveriges Juniorhandelskammare (1990)
- Ledamot Kungl, Krigsvetenskapsakademien (1994)
- Hedersledamot Föreningen Heimdal (1991)
- Hederspresident Europarådet (2005)
- Hedersledamot Svenska Pistolskytteförbundet (2012)
- Europarådets medalj Pro Merito (1999)
- Estniska Gränsbevakningens Hederstecken Blanka Vapen (1995)
- Medaljen till Gagn för Uppsala slott (2010)
- Uppsala Universitets Linnémedalj i Guld (2007)
- Pol. Dr hc Kyng Hee University, Korea (1988)
- Jagellonska Universitetets Guldmedalj, Krakow (2009)
- Smålands Karoliners medalj "Af Förtjänsten" (2019)
- Generalstabskårens plakett (1992)
- Svenska Pistolskytteförbundes Guldmedalj (2008)
- Svenska Pistolskytteförbundets Jubileumsmedalj (2011)
- Svensk-Finska Kulturfondens Medalj (2010)
- Företagarförbundets medalj (1988)